# Erik Appelgren (musiker)
Ulf Erik Appelgren, född 31 mars 1945 i Oscars församling, Stockholm, död där 18 juli 2007, var en svensk musiker, regissör och skådespelare. 
Appelgren inledde sin konstnärliga bana inom musiken. Under gymnasietiden i Statens normalskola spelade han traditionell jazz tillsammans med bland andra Mats Nörklit och Rolf Fornhammar i jazzbandet The Conservatives. I slutet av 1960-talet blev Erik Appelgrens teaterintresse allt större. År 1972 var han tongivande då Pistolteatern nystartade på Torsgatan i Stockholm. Där medverkade han till att introducera Dario Fo och Franca Rame för Stockholms teaterpublik.  
Erik Appelgren var engagerad vid, förutom Pistolteatern, Malmö stadsteater och Sveriges Television. Han var bror till operasångaren Curt Appelgren. Erik Appelgren är begravd på Norra begravningsplatsen utanför Stockholm.

## Urval av teater/film/tv
- Pistolteatern        1973 • Broder Yster och Syster Dyster • regi, medverkan.
- Pistolteatern        1974 • Åh, vad revolutionen är härlig! • regi, medverkan.
- Sveriges Television  1974 • Doktor Krall • medverkan.
- Pistolteatern        1977 • Vi betalar inte! Vi betalara inte! • regi, medverkan.
- Sveriges Television  1978 • System 84 • medverkan.
- Pistolteatern        1979 • En kvinna • regi, medverkan.
- Pistolteatern        1980 • Alice • text, regi.
- Sveriges Television  1984 • Skatten på Bråtehus • medverkan.
- Sveriges Television  1985 • Den tragiska historien om Hamlet • medverkan.
- Pistolteatern        1985 • Reskamraten • regi, medverkan.
- Pistolteatern        1986 • Hamlet • regi.
- Pistolteatern        1987 • Cymbeline • regi.
- Sveriges Television  1993 • Macklean • medverkan.